# Hrvatski Top Model
Hrvatski Top Model es un reality show basado en el show creado por Tyra Banks, America's Next Top Model y es emitido por la cadena RTL. El show muestra un grupo de jóvenes compiten por el título de Hrvatski Top Model y la oportunidad de comenzar una carrera en la industria del modelaje
La modelo Tatjana Jurić ocupó el lugar de Tyra Banks en la serie original, como cabeza del jurado y mentora de las 16 participantes elegidas para convivir en Zagreb.
Junto al panel de jueces compuesto por Borut Mihalić, Boris Bašić, Damir Hoyka y Boris Cavlina Jurić juzgan y eliminan a una participante por semana, aunque usualmente las eliminadas son dos, hasta que quedan tres finalistas.
El diseñador de modas croata Marco Grubnic tuvo grandes participaciones en el primer ciclo para introducir a las concursantes al mundo de la moda y brindarles críticas constructivas. 
Luego de 14 semanas, Sabina Behlić fue nombrada ganadora del primer ciclo derrotando a Valentina Dropulić y Marina Jerković en la final.
El show regresó para un segundo ciclo en el 2010 con Vanja Rupena reemplazando a Jurić.

## Ciclos
| Ciclo | Fecha de Estreno     | Ganadora       | Primera Finalista  | Otras concursantes en orden de eliminación | Número de concursantes | Destino Internacional                 |
| ----- | -------------------- | -------------- | ------------------ | --- | ---------------------- | ------------------------------------- |
| 1     | 8 de marzo de 2008   | Sabina Behlić  | Valentina Dropulić | Marija Šegota (abandona), Alin Horvat, Maja Majurec, Dea Frua, Neda Janus (abandona), Monika Perić, Martina Bukovec, Nikolina Rešček, Julija Borovina, Kristina Šakić, Andrea Akmadžić, Marija Andrijašević, Tea Vukman, Marina Jerković | 16                     | París Milán Innsbruck / Vienna Munich |
| 2     | 3 de octubre de 2010 | Rafaela Franić | Nikolina Jurković  | Ana Aračić, Monika Horvat, Deni Žižić, Kristina Petričević, Iva Pajković, Anita Vulin, Mada Peršić, Ela Arapović, Anđela Melvan, Andrea Katkić                                                                                           | 12                     | Milán Berlín / Potsdam                |